# Agarodes
Agarodes is een geslacht van schietmotten uit de familie van de Sericostomatidae. Het geslacht werd voor het eerst wetenschappelijk beschreven door Banks in 1899.

## Soorten
Het genus bevat de volgende soorten:

- Agarodes alabamensis Harris, 1987
- Agarodes crassicornis (Walker, 1852)
- Agarodes distinctus (Ulmer, 1905)
- Agarodes georgia Ross & Scott, 1974
- Agarodes griseus Banks, 1899
- Agarodes libalis Ross & Scott, 1974
- Agarodes logani Keth & Harris, 1999
- Agarodes stannardi (Ross, 1962)
- Agarodes tetron (Ross, 1948)
- Agarodes tuskaloosa Keth & Harris, 1999
- Agarodes wallacei Ross & Scott, 1974
- Agarodes ziczac Ross & Scott, 1974